# El Limonar, Ocosingo
El Limonar är en ort i Mexiko.   Den ligger i kommunen Ocosingo och delstaten Chiapas, i den sydöstra delen av landet, 900 km öster om huvudstaden Mexico City. El Limonar ligger 492 meter över havet och antalet invånare är 1 289.
Terrängen runt El Limonar är huvudsakligen kuperad, men åt sydost är den platt. Runt El Limonar är det glesbefolkat, med 16 invånare per kvadratkilometer. Närmaste större samhälle är El Sibal, 12,0 km väster om El Limonar. I omgivningarna runt El Limonar växer i huvudsak städsegrön lövskog.